# Centroclytus quadridens
Centroclytus quadridens is een keversoort uit de familie boktorren (Cerambycidae). De wetenschappelijke naam van de soort is voor het eerst geldig gepubliceerd in 1863 door Motschulsky.